# Gravetemple
A Gravetemple (névváltozatai Grave Temple Trio vagy Gravetemplars) egy 2006-ban alapított amerikai dark ambient és doom metal trió. Tagjai Csihar Attila énekes, Stephen O'Malley gitáros, Oren Ambarchi gitáros és billentyűs, Matt Sanders dobos.
Csihar és O'Malley a szintén doom metalt játszó Sunn O)))-ban is szerepelnek, Ambarchi pedig a Burial Chamber Trio nevű szintén doom metal trió tagja. A Gravetemple gyakorlatilag ugyanaz, mint a Burial Chamber Trio, csak itt Greg Anderson helyett Stephen O'Malley játszik.

## Diszkográfia
Pályafutásuk alatt két nagylemezt és két demót jelentettek meg.
Nagylemezek
- The Holy Down (2007, koncertfelvétel)
- Impassable Fears (2017)

Demók
- Ambient/Ruin (2008)
- La Vampire des Paris (2009)